# Liste des cathédrales de Goiás
Cet article recense les cathédrales de Goiás au Brésil.

## Généralités
Du point de vue de l'Église catholique, l'État de Goiás est administré par un archidiocèse et dix diocèses : on y compte onze cathédrales et une cocathédrale.

## Liste

### Cathédrales
| Édifice                                   | Ville                    | Juridiction                   | Notes                                                            | Coordonnées                        | Illus. |
| ----------------------------------------- | ------------------------ | ----------------------------- | ---------------------------------------------------------------- | ---------------------------------- | ------ |
| Senhor Bom Jesus (id)                     | Anápolis                 | Anápolis (pt)                 |                                                                  | 16° 19′ 44″ sud, 48° 57′ 26″ ouest |        |
| Notre-Dame-de-l'Immaculée-Conception (id) | Formosa                  | Formosa                       |                                                                  | 15° 32′ 44″ sud, 47° 20′ 14″ ouest |        |
| Notre-Dame-Auxiliatrice (pt)              | Goiânia                  | Goiânia                       |                                                                  | 16° 40′ 45″ sud, 49° 15′ 13″ ouest |        |
| Sainte-Anne (id)                          | Goiás                    | Goiás (pt)                    | Inscrite au patrimoine mondial (centre historique de Goiás (pt)) | 15° 56′ 03″ sud, 50° 08′ 24″ ouest |        |
| Saint-Esprit (id)                         | Ipameri                  | Ipameri (pt)                  |                                                                  | 17° 43′ 21″ sud, 48° 09′ 37″ ouest |        |
| Sainte-Rita-de-Cascia (id)                | Itumbiara                | Itumbiara (pt)                |                                                                  | 18° 25′ 10″ sud, 49° 12′ 57″ ouest |        |
| Saint-Esprit (pt)                         | Jataí                    | Jataí (pt)                    |                                                                  | 17° 53′ 09″ sud, 51° 43′ 26″ ouest |        |
| Notre-Dame-de-l'Évangélisation (id)       | Luziânia                 | Luziânia (pt)                 |                                                                  | 16° 14′ 12″ sud, 47° 56′ 20″ ouest |        |
| Notre-Dame-de-Gloire (id)                 | Rubiataba                | Rubiataba–Mozarlândia (pt)    |                                                                  | 15° 09′ 54″ sud, 49° 48′ 09″ ouest |        |
| Saint-Louis-de-Gonzague (id)              | São Luís de Montes Belos | São Luís de Montes Belos (pt) |                                                                  | 16° 31′ 24″ sud, 50° 22′ 17″ ouest |        |
| Cœur-Immaculé-deMarie (id)                | Uruaçu                   | Uruaçu (pt)                   |                                                                  | 14° 31′ 29″ sud, 49° 08′ 27″ ouest |        |

### Cocathédrale
| Édifice                              | Ville       | Juridiction                | Coordonnées                        | Illus. |
| ------------------------------------ | ----------- | -------------------------- | ---------------------------------- | ------ |
| Notre-Dame-de-Perpétuel-Secours (id) | Mozarlândia | Rubiataba–Mozarlândia (pt) | 14° 44′ 54″ sud, 50° 34′ 18″ ouest |        |